# プロムナイト
『プロムナイト』（原題：Prom Night）は、1980年制作のカナダのホラー映画。レスリー・ニールセン、ジェイミー・リー・カーティス出演。
タイトル通り、プロムの夜に高校内で起きる殺人事件の謎を描く。シリーズ化され、第4作まで制作された。
2008年にリメイクされた。

## あらすじ

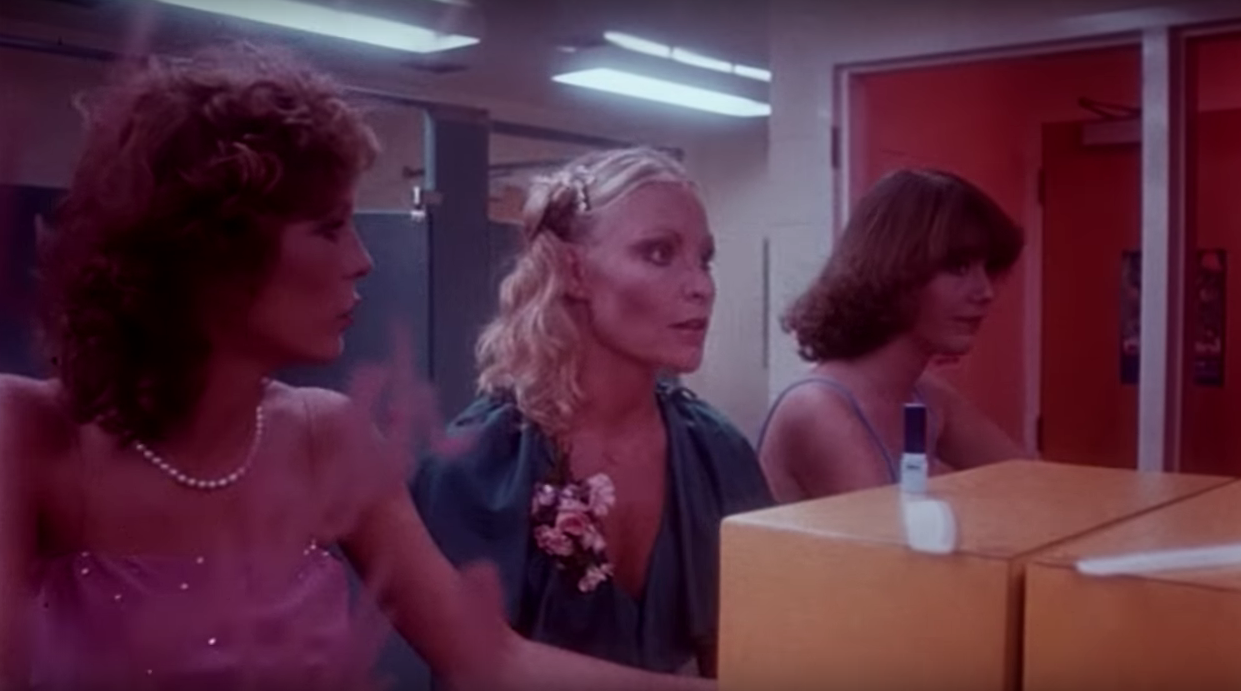
左からジェイミー・リー・カーティス、ピタ・オリヴァー、ジョイ・トンプソン

とある廃屋で鬼ごっこをしていた４人の子供(ニック、ウェンディ、ケリー、ジュード)。そこへ通りかかったキム、ロビン、アレックスのハモンド姉弟。キムとアレックスはその場を離れ、一人廃屋へ入っていったロビンは4人から度を越した追い立てを受け、転落死してしまった。ウェンディの発案で4人はこの事を秘密にすると固く誓い合う。警察は変質者の犯行とみなし、近くにいた精神病歴のある前科者を逮捕した。
6年後、ハミルトン高校で年に一度のプロムが開かれようとしていた。この日は死んだロビンの命日でもあった。この年の学校一のカップル“プロム・キング&クイーン”に、ハモンド校長の娘キムとニックが選ばれた。
そして迎えたプロムの夜、校内で黒いマスクで顔を隠した何者かが生徒を一人また一人と殺害していく。被害者は6年前の事件の加害者である少年少女たち、最後の一人ニックに襲いかかる犯人。必死でニックを救おうとキムが振り下ろした斧が犯人の頭部へ直撃、立ち上がりキムを見つめる犯人の目を見たキムは、それが弟のアレックスだと気付いた。キムの膝に抱えられながらアレックスは「みんなが殺した…みんなが……ロビン！…」と残して息絶えた。

## キャスト
| 役名                         | 俳優                         | 日本語吹替 |
| ---------------------------- | ---------------------------- | ---------- |
| ハモンド校長                 | レスリー・ニールセン         | 島宇志夫   |
| キム・ハモンド               | ジェイミー・リー・カーティス | 山田栄子   |
| ニック・マクブライド         | ケイシー・スティーヴンス     | 井上和彦   |
| ウェンディ                   | エディ・ベントン             | 吉田理保子 |
| アレックス・ハモンド         | マイケル・タフ               | 古川登志夫 |
| サイクス(高校用務員)         | ロバート・A・シルヴァーマン  |            |
| ドルー                       | ジェフ・ウィンコット         |            |
| ケリー                       | メアリー・ベス・ルーベンス   |            |
| ジュード                     | ジョイ・トンプソン           |            |
| ルー・ファーマー             | デヴィッド・ムーチー         | 石丸博也   |
| マクブライド警部(ニックの父) | ジョージ・トゥリアトス       | 納谷悟朗   |

- 初回放送：1984年9月22日 フジテレビ『ゴールデン洋画劇場』※BDに収録。

## トリビア
ウェンディ役のエディ・ベントンは、マイケル・クライトンの4番目の妻である（1987年 - 2003年）。

## 続編
本作から派生しているシリーズは純粋な続編ではなく、全作共通して同じ高校が舞台になっている点だけが繋がっている。
- プロムナイトII（1987年、原題：Hello Mary Lou: Prom Night II）
- プロムナイトIII（1989年、原題：Prom Night III: The Last Kiss）
- プロムナイト4（1992年、原題：Prom Night IV: Deliver Us from Evil）